# Guillaume de Sherwood
Guillaume de Sherwood, en anglais William of Sherwood ou William Sherwood, aussi connu sous les noms Guilelmus, Willelmus, Schyrwode, Shirwode, Shyreswood, etc., est un philosophe scolastique, logicien, et ecclésiastique anglais qui a étudié et enseigné à l'université de Paris, né probablement dans le Nottinghamshire entre 1200 et 1205, et mort entre 1266 et 1272.
Il est l'auteur de deux traités qui ont eu une grande influence sur le développement de la logique scolastique : Introductiones in logicam (Introduction à la logique) Syncategoremata. Ces ouvrages, écrits à la fin des années 1230 et les années 1240, sont les premiers travaux connus appliquant systématiquement ce qui est appelé la théorie de la supposition, qui était appelée de son temps la logica moderna.
Il a été confondu avec divers autres Anglais du XIIIe siècle nommés William, tels que Guillaume de Leicester (mort en 1213) et Guillaume de Durham (mort en 1249). Il a aussi été confondu avec des auteurs qui portaient le même nom

## Biographie
Aucun document ne permet de préciser sa carrière scolaire. Il a probablement à l'université d'Oxford et/ou à l'université de Paris. Des exemples donnés dans ses livres montrent qu'il a été maître à l'université de Paris (par exemple, aucun homme ne donne des cours à Paris à moins qu'il ne soit intelligent et que ce qui court a des pieds, la Seine court, ergo la Seine a des pieds). Son œuvre a influencé Pierre d'Espagne (vers 1245), Lambert d'Auxerre, Albert le Grand, et Thomas d'Aquin. entre 1235 et 1250. Sa carrière parisienne peut être placée entre 1235 et 1250. Il semble avoir abandonné l'étude de la logique après.
Il a été maître à l'université d'Oxford en 1252 et trésorier de la cathédrale de Lincoln environ deux ans plus tard. Il a été ensuite recteur Aylesbury, dans le Buckinghamshire, et Attleborough, à Norfolk. 
Il était encore en vie en 1266 mais mort en 1272.
Il est mentionné par Roger Bacon, qui avait également été maître à Paris, parmi « les sages les plus célèbres de la chrétienté » dont l'un nommé Albert le Grand, dont un autre est le maître Guillaume de Sherwood, « le trésorier de l'église de Lincoln en Angleterre, qui est beaucoup plus sage qu'Albert ».

## Écrits
- Introductiones in logicam, Bibliothèque nationale de France, manuscrit Latin 16617, anciennement Codex Sorbonnensis 1797 Archives et manuscrits Latin 16617 : Mag. Guill. de Shyrewode, Introductiones in logicam (seule version intégrale du texte) ;
- Syncategoremata ;
- Obligationes.
- Insolubilia.

## Éditions
- Die Introductiones in logicam des Wilhelm von Shyreswood, édité par Martin Grabmann, Sitzungberichte der Bayerischen Akademie der Wissenschaften, Munich, 1937
- William of Sherwood's Introduction to Logic, traduit (à partir de l'édition de Grabmann) par Norman Kretzmann, Minneapolis, University of Minnesota Press, 1966
- William of Sherwood, Introductiones in logicam, édition critique éditée par Charles H. Lohr avec P. Kunze et B. Mussler, Traditio 39, 1983, {{.|219-299}}
- William of Sherwood. Introductiones in logicam: Einfuhrung in die Logik, édité et traduit en allemand par H. Brands and C. Kann  Hamburg: Meiner, 1995
- Syncategoremata, édité par R. O'Donnell, Medieval Studies, 3, 1941, p. 46-9
- Treatise on Syncategorematic Words, traduit par Norman Kretzmann, Minneapolis, University of Minnesota Press, 1968
- William of Sherwood.  Syncategoremata, édité et traduit en allemand par C. Kann et R. Kirchhoff.  Hamburg: Meiner, 2012
- Insolubilia (Insolubles), édité par Marie Louise Roure dans La problématique des propositions insolubles du XIIIe siècle et du début du XIVe siècle, suivie de l'édition des traités de William Shyreswood, Walter Burleigh et Thomas Bradwardine, Archives d'histoire doctrinale et littéraire du Moyen Âge 37, 1970, p. 205-326